# MEPIS
MEPIS è una distribuzione GNU/Linux per personal computer, basata sul ramo stabile di Debian.

## Storia
Le prime versioni erano basate su Debian; le release a partire dalla 6.0 dovevano essere basate su Ubuntu, ma lo sviluppatore si è accorto che non era stabile come Debian ed è ritornato sui suoi passi decidendo di sviluppare dalla settima versione della distribuzione sulla solida base del ramo stabile di Debian.

## Caratteristiche
Mepis è basata sull'ambiente desktop KDE, e si avvia in modalità Live CD. Include già nella sua versione base software proprietario, come Flash Player ed i principali codec audio e video. Le applicazioni disponibili fin dall'installazione comprendono anche LibreOffice, il browser web Mozilla Firefox, un client IM Kopete e altri software di utilità generale quali editor di testo, ambienti di programmazione, giochi, client di posta e molto altro.

## Varianti
Allo stato sono:
SimplyMEPIS 32 bit
SimplyMEPIS 64 bit
antiX
"MX-14"